# Gozo Channel Company
Gozo Channel Company Limited è l'unica compagnia di navigazione maltese che opera nel canale di Gozo e collega le due isole di Malta e Gozo. La compagnia è stata fondata nel 1979.

## Collegamenti marittimi
Nel 2015 sono in funzione questi traghetti tra Gozo e Malta:
- Mugiarro ↔ Circheva

## Flotta
Nel 2015 la flotta era costituita dalle seguenti navi:
| Nome     | Lunghezza | Stazza | Capacità passeggeri      | Capacità auto | Anno di costruzione |
| -------- | --------- | ------ | ------------------------ | ------------- | ------------------- |
| Gaudos   | 85,4      | 4.893  | 900                      | 72            | 2001                |
| Malita   | 85,4      | 4.874  | 900                      | 72+66         | 2002                |
| Ta' Pinu | 85,4      | 4.874  | 900                      | 72+66         | 2000                |
| Nikolaos | 95        | 4.212  | 650(estate)/350(inverno) | 160           | 1987                |